# Квастхофф, Томас
То́мас Ква́стхофф, также Квастхоф (нем. Thomas Quasthoff; род. 9 ноября 1959, Хильдесхайм, Германия) — немецкий оперный, камерный и джазовый певец (бас-баритон).

## Биография
В результате употребления матерью Квастхоффа во время беременности препарата талидомида, родился с тяжелейшей патологией: кисти рук находятся у основания плеч, были деформированы ноги. Рост Квастхоффа остановился на 134 см.
В 1972 году Квастхофф начал заниматься вокалом в Ганновере у профессора Шарлотты Леманн, а также брать уроки истории и теории музыки. Окончив юридический факультет Ганноверского университета, работал диктором на Северо-Германском радио.
Дебютировал как певец в 1988 году, в 1995 году впервые выступил в США (на Баховском фестивале в Орегоне), в опере — на Пасхальном фестивале (Зальцбург) в 2003 году, в «Фиделио» Бетховена. Выступал в Венской государственной опере.
Квастхофф концертирует во многих странах мира, по большей части, с камерным репертуаром. В 1999 году исполнение Квастхоффом вокального цикла «Зимний путь» Шуберта в Карнеги-Холл (Нью-Йорк) было очень высоко оценено критикой, после чего его выступления в Карнеги-Холл стали регулярными.
Работал с такими дирижёрами, как Клаудио Аббадо, Саймон Рэттл, Даниэль Баренбойм, Владимир Спиваков, и многими другими.
Томас Квастхофф преподаёт в Музыкальном университете имени Х. Эйслера (Берлин). С 2003 года он патронирует Нижнесаксонский фонд «Дети Чернобыля».[значимость факта?]

## Творчество
Томаса Квастхоффа часто сравнивают с Дитрихом Фишером-Дискау. Журналист и писатель Соломон Волков рассказывал в одной из передач на «Радио Свобода»:
Когда я приехал в Нью-Йорк, то самым популярным исполнителем немецких песен (Шуберт, Шуман, Брамс) был знаменитый Фишер-Дискау. На его записях мы в России росли, мы понимали, что такое Шуберт, как его нужно исполнять, слушая Фишера-Дискау. Так вот функцией этого Фишера-Дискау, любимца публики и знаменосца классической немецкой песни, сегодня является немецкий баритон Томас Квастхофф, который так же популярен и обожаем… Голос изумительный, артист он потрясающий. Это действительно эквивалент Фишеру-Дискау.

## Награды и премии
- 1988 — Музыкальный конкурс ARD (Мюнхен, I премия)
- 1996 — Премия имени Д. Д. Шостаковича[4]
- 1996 — Премия Эдинбургского фестиваля
- 1997 — Орден «За мужество» III степени (Украина)[5]
- 1999 — Премия «Грэмми» за запись вокального цикла Г. Малера «Волшебный рог мальчика»[6]
- 2003 — Премия «Грэмми» за запись вокальных произведений Шуберта[6]
- 2004 — премия «Квадрига» с формулировкой «Аура мастерства»[7]
- 2005 —  Большой крест ордена «За заслуги перед Федеративной Республикой Германия» (Германия)
- 2005 — Премия «Грэмми» за запись кантат Баха[6]
- 2006 — Европейская премия за выдающиеся достижения в музыке
- 2007 — Премия ECHO Klassik[8]
- 2009 — Золотая Медаль Лондонского Королевского Филармонического Общества (Великобритания)
- 2009 — Музыкальная премия имени Г. фон Караяна
- 2015 — Премия имени Мартина Бубера[9]

## Дискография
- 1994 — «Душа философа, или Орфей и Эвридика», дирижёр Леопольд Хагер (Креонт)
- 1995 — «Фиделио», дирижёр Колин Дэвис (Фернандо)
- 1996 — «Геновева», дирижёр Николаус Арнонкур (Драго)
- 2003 — «Фиделио», дирижёр Саймон Рэттл (Фернандо)
- 2005 — Шуберт «Зимний путь», Даниэль Баренбойм (фортепиано)